# Santiago de Piães
Santiago de Piães es una freguesia portuguesa del municipio de Cinfães. Según el censo de 2021, tiene una población de 1.608 habitantes.